# Chipman, New Brunswick
Chipman är en ort i Kanada.   Den ligger i provinsen New Brunswick, i den östra delen av landet, 800 km öster om huvudstaden Ottawa. Chipman ligger 8 meter över havet och antalet invånare är 1 291.
Terrängen runt Chipman är huvudsakligen platt. Chipman ligger nere i en dal. Runt Chipman är det glesbefolkat, med 14 invånare per kvadratkilometer.. Närmaste större samhälle är Minto, 16,6 km sydväst om Chipman.
I omgivningarna runt Chipman växer i huvudsak blandskog.